# Hrádek (ort i Tjeckien, Plzeň, lat 49,26, long 13,50)
Hrádek är en ort i Tjeckien.   Den ligger i regionen Plzeň, i den sydvästra delen av landet, 110 km sydväst om huvudstaden Prag. Hrádek ligger 488 meter över havet och antalet invånare är 1 321.
Terrängen runt Hrádek är kuperad åt sydväst, men åt nordost är den platt. Hrádek ligger nere i en dal. Runt Hrádek är det ganska tätbefolkat, med 166 invånare per kvadratkilometer. Närmaste större samhälle är Sušice, 3,7 km söder om Hrádek. Omgivningarna runt Hrádek är en mosaik av jordbruksmark och naturlig växtlighet.